# Великая волна
«Великая волна» (англ. The Great Wave) — четвёртый эпизод американского фантастического телесериала «Властелин колец: Кольца власти». Был снят режиссёром Уэйном Йипом по сценарию Стефани Фолсом, Джона Д. Пейна и Патрика Маккея. Его премьера состоялась 16 сентября 2022 года.

## Сюжет
Действие эпизода, как и предыдущих, происходит во Вторую эпоху легендариума Дж. Р. Р. Толкина. Параллельно развиваются несколько сюжетных линий, связанных с Нуменором, Кхазад-думом и землями людей на юге Средиземья. «Великая волна» начинается с видения Мириэль о грядущей гибели Нуменора. Галадриэль оказывается в тюрьме, нуменорцы протестуют против возможного усиления влияния эльфов в их стране. Позже Мириэль отпускает эльфийку; выясняется, что именно появление Галадриэль на острове должно стать началом катастрофы, и королева рассчитывает всё изменить, отослав пленницу.
Арондира приводят к командиру орков Адару, который оказывается эльфом. Гномы и эльфы строят башню для новой кузни Келебримбора. Элронд узнаёт от своего друга Дурина об открытии нового металла — мифрила.

## Премьера и оценки
Премьерный показ четвёртого эпизода состоялся 16 сентября 2022 года. Первые рецензенты отмечали, что в четвёртой серии не появились хоббиты-мохноноги, но есть эпизоды с участием гномов; по-видимому, авторы сериала были намерены чередовать эти две сюжетные линии. Сцена со стихийным митингом может быть пародией на луддизм. В целом события в эпизоде продолжают развиваться неспешно, но у зрителей появилась надежда, что в дальнейшем темп убыстрится.
На сайте-агрегаторе отзывов «Великая волна» получила рейтинг 84 % при средней оценке 6,8 из 10.